# Kenn Borek Air
Kenn Borek Air — канадская региональная авиакомпания со штаб-квартирой в городе Калгари (провинция Альберта), работающая на рынке регулярных пассажирских и грузовых авиаперевозок Канады, а также по долгосрочным контрактам в полярных районах Арктики и Антарктики. Компания обеспечивает перевозку научно-исследовательских экспедиций, работу геологоразведочных партий и мобильных бригад скорой медицинской помощи (санитарная авиация).
Главной базой авиакомпании и её транзитным узлом (хабом) является Международный аэропорт Калгари.

## История
Авиакомпания Kenn Borek Air была образована в 1970 году и начала операционную деятельность с транспортного обеспечения геологических партий по разведке месторождений нефти в районах Арктической Канады, флот компании составлял всего один самолёт de Havilland Canada DHC-6 Twin Otter.
В апреле 2001 года Kenn Borek Air проводила спасательные работы по эвакуации доктора Рона Шеменски с антарктической станции Амундсена-Скотта. В настоящее время флот авиакомпании используется практически во всех случаях, когда возникает необходимость в авиасообщении с труднодоступными пунктами Канады в условиях суровой полярной и приполярной зимы.
Kenn Borek Air эксплуатирует собственную базу в Международном аэропорту Калгари, где предоставляет полный спектр услуг по техническому обслуживанию и ремонту самолётов de Havilland Canada DHC-6 Twin Otter, Basler BT-67 и Douglas DC-3.
Авиакомпания полностью принадлежит финансово-промышленной группе «Borek Construction».

## Маршрутная сеть

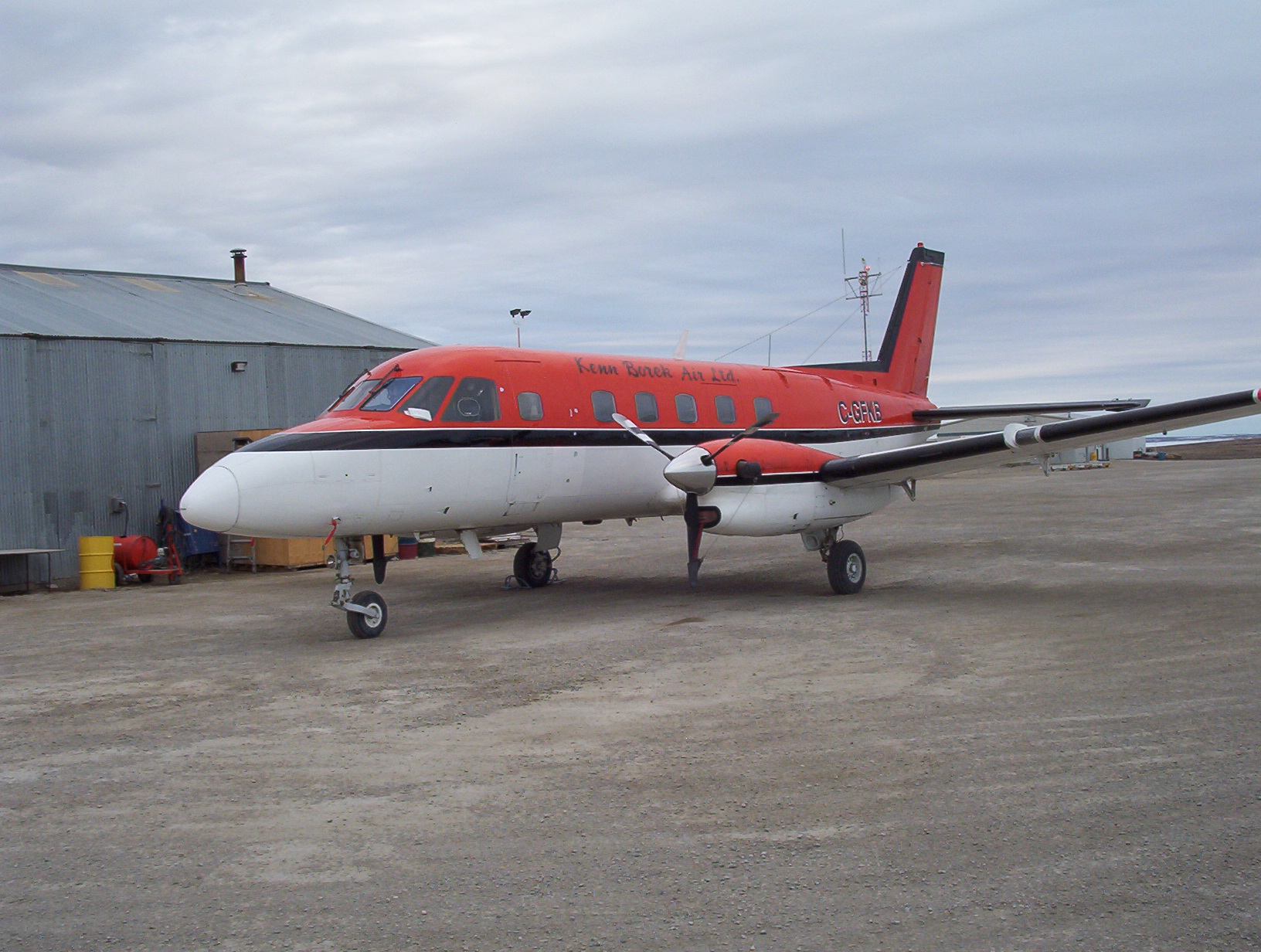
Embraer EMB 110 Bandeirante (регистрационный номер C-GFKB) авиакомпании Kenn Borek Air в Аэропорту Кеймбридж-Бей

По состоянию на январь 2009 года Kenn Borek Air, действуя под торговой маркой (брендом) Unaalik Aviation, выполняла регулярные пассажирские рейсы в следующие пункты назначения Нунавута:
- Грис-Фьорд — Аэропорт Грис-Фьорд
- Резольют — Аэропорт Резольют-Бей

В районах Северо-Западных Территорий Канады регулярные пассажирские рейсы Kenn Borek Air выполняются в рамках партнёрских соглашений с авиакомпанией Aklak Air:
- Аклавик — Аэропорт Аклавик имени Фредди Кармайкла, только по фактическому наличию потребности
- Форт-Макферсон — Аэропорт Форт-Макферсон, направление работает только на период закрытия автомобильных дорог
- Инувик — Аэропорт Инувик имени Майка Зубко
- Полатук — Аэропорт Полатук
- Сакс-Харбор — Аэропорт Сакс-Харбор
- Тактояктук — Аэропорт Тактояктук имени Джеймса Грубена, еженедельные рейсы при наличии потребности
- Улукхакток — Аэропорт Улукхакток имени Холмана

## Флот

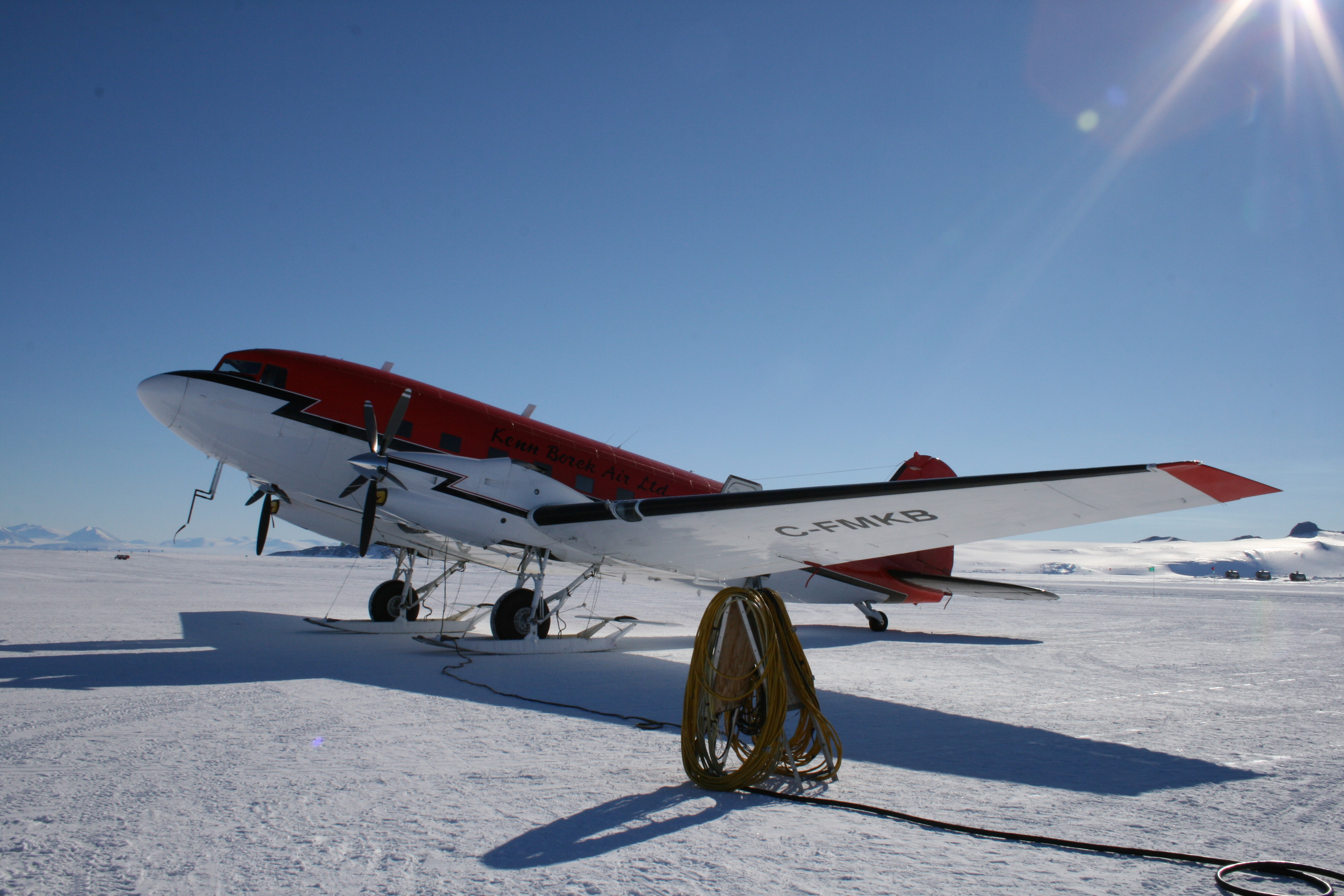
Basler BT-67 авиакомпании Kenn Borek Air в Аэропорту Уильямс-Филд, Антарктида

По состоянию на январь 2009 года воздушный флот Kenn Borek Air согласно веб-сайта компании составлял 57 самолётов, из которых 35 лайнеров составили самолёты de Havilland Canada DHC-6 Twin Otter, что позволяет говорить об авиакомпании, как о крупнейшем коммерческом операторе данного типа самолётов в мире. В соответствии с данными Министерства транспорта Канады (28 февраля 2009 года) воздушный флот авиакомпании состоял из 38 самолётов.